# La Ferté-Macé (comuna delegada)
La Ferté-Macé era una comuna francesa situada en el departamento de Orne, de la región de Normandía, que el 1 de enero de 2016 pasó a ser una comuna delegada de la comuna nueva de La Ferté-Macé al fusionarse con la comuna de Antoigny.

## Demografía
| Gráfica de evolución demográfica de La Ferté-Macé entre 1800 y 2013 |
|                                                                     |

Los datos demográficos contemplados en este gráfico de la comuna de La Ferté-Macé se han cogido de 1800 a 1999 de la página francesa EHESS/Cassini, y los demás datos de la página del INSEE.